# Římskokatolická farnost Křímov
Římskokatolická farnost Křímov (lat. Chrima) je zaniklá církevní správní jednotka sdružující římské katolíky v Křimově a okolí. Organizačně spadala do krušnohorského vikariátu, který je jedním z deseti vikariátů litoměřické diecéze.

## Historie farnosti
Již v roce 1352 byla v místě plebánie. Matriky jsou vedeny od roku 1759.
Farnost existovala do 31. prosince 2012 jako součást chomutovského farního obvodu. Od 1. ledna 2013 zanikla sloučením do farnosti-děkanství Chomutov.

### Duchovní správcové vedoucí farnost
Začátek působnosti jmenovaného v duchovní správě farnosti od:
- 1629   Hoenig
- 1636   Leon.Töllner
- 1639   Paulus Hildner
- 1654   Joannes Mazarot
- 1655   Gotfr. Geissler
- 1661   Hyacithus Meier
- 1672   Josephus Ign. Schuster
- 1673   Andreas Schuster
- 1701   Leopoldus Libstein SJ
- 1701   Joannes Ignat. Egermann
- 1705   Jacobus Lusata
- 1706   Jacobus Thadd. Rachel
- 1716   Melchior Lusata
- 1743   Franciscus Greber
- 1759   Daniel Gross
- 1768   August. Pompe, † 7. 5. 1794
- 1785   Franc. Ioann. Wagner, n. 11. 5. 1744 Vejprty, o. 21. 9. 1770, † 24. 9. 1836
- 1800   Jos. Weisbach
- 1804   Ign. Weinhuber, n. 14. 1. 1750 Pontens., o. 13. 10. 1777, † 17. 6. 1823
- 1824   par. vacat, coop. Florian. Schloffer
- 1824   Anton. Gerber, n. 28. 12. 1780 Caaden, o. 8. 9. 1805, † 28. 5. 1834
- 1830   par. vacat, coop.  Franc. Schott
- 1830   Jos. Blasche, n. 13. 3. 1783 Bilin, o. 31. 8. 1807, † 5. 6. 1861
- 1847   Franc. Schott, n. 21. 2. 1785 Rodenaviens., o. 17. 8. 1809, † 1864
- 1863   Daniel Herget, n. 23. 7. 1804 Engelhaus, o. 28. 9. 1832, † 18. 7. 1870
- 1870   Anton. Tichý, n. 9. 1. 1814 Černovic., o. 1. 8. 1839, † 23. 3. 1876
- 1876   Franc. Dressler, n. 17. 12. 1823 Kommotau, o. 4. 7. 1848, †  21. 5. 1890
- 1885   Ferd. Richter, n. 16. 6. 1854 Uhrissen, o. 15. 7. 1876, † 6. 8. 1919
- 1911   par. vacat admin. interc. Petrus Schmitz
- 1912   Jos. Böhm, n. 5. 1. 1869 Neugarten, o. 17. 7. 1892, † 26. 12. 1946
- 1937   par. vacat, admin. Hieronimus Bochnia
- 1. 9. 1937   Franc. Köhler, n. 15. 3. 1904 Pokau, o. 1. 7. 1928, † 5. 3. 1966
- 1. 4.  1947 Joann. Bielik
- 1. 11. 1948 Hermann Staepel
- 15. 3. 1949 Josef Vavrečka
- 5. 11. 1954 František Kolář, admin. exc. z Chomutova
- 15. 6. 1958   Antonín Blaha
- 1. 5.  1969  František Kolář, admin. exc. z Chomutova
- 1. 9.  1980   Jan Janáč
- 1. 7.  1986   Jan Kozár, admin. exc. z Chomutova
- 1. 1. 1992    Jiří Voleský
- 1. 8.  1994    Libor Švorčík
- 1. 9.  1995    Jan Kozár, admin. exc. z Chomutova
- 1. 2.  2004 – 31. 12. 2012  Alois Heger, admin. exc. z Chomutova[3]

Kromě kněží stojících v čele farnosti, působili ve farnosti v průběhu její historie i jiní kněží. Většinou pracovali jako farní vikáři, kaplani, katecheté, výpomocní duchovní aj.

## Území farnosti
Do farnosti náleželo území obcí:
- Celná (Zollhaus)[p 2]
- Domina (Domina)[p 2]
- Krásná Lípa (Schönlinde)[p 2]
- Křimov (Krima)[p 2]
- Lideň (Glieden)[p 2]
- Na Špici (Spitz)[p 2] – místní část Křimova
- Nebovazy (Nokowitz)[p 2]
- Stráž (Křimov) (Tschoschl)[p 2]
- Strážky (Troschig)[p 2]
- Suchdol (Dornthal)[p 2]
- Vysoká (Wisset)[p 2]

## Římskokatolické sakrální stavby a místa kultu na území farnosti
| | Fotografie | Stavba                    | Místo       | Bohoslužby                      | Zeměpisné souřadnice             | Status                                                                                          | Číslo kulturní památky                      |
| Kostel | Kostel     | Kostel                    | Kostel      | Kostel                          | Kostel                           | Kostel                                                                                          | Kostel                                      |
| --- | ---------- | ------------------------- | ----------- | ------------------------------- | -------------------------------- | ----------------------------------------------------------------------------------------------- | ------------------------------------------- |
| 1. |            | Kostel sv. Anny           | Křimov      | bližší informace o bohoslužbách | 50°29′10″ s. š., 13°18′6″ v. d.  | do 31. prosince 2012 farní kostel, od 1. ledna 2013 filiální kostel farnosti-děkanství Chomutov | 31005/5-586 (Pk•MIS•Sez•Obr•WD) (Q18907469) |
| Kaple |            |                           |             |                                 |                                  |                                                                                                 |                                             |
| 2. |            | Kaple Povýšení sv. Kříže  | Domina      | bližší informace o bohoslužbách | 50°28′58″ s. š., 13°20′33″ v. d. | kaple                                                                                           | —                                           |
| Zaniklé sakrální stavby |            |                           |             |                                 |                                  |                                                                                                 |                                             |
| 3. |            | Kaple Nejsvětější Trojice | Krásná Lípa | nelze sloužit                   | 50°29′ s. š., 13°21′29″ v. d.    | zbořená kaple                                                                                   | —                                           |
| Některé drobné sakrální stavby a pamětihodnosti lze dohledat zde v databázi Drobné sakrální památky Zaniklé sakrální stavby lze dohledat zde v databázi Poškozené a zničené kostely, kaple a synagogy v České republice |            |                           |             |                                 |                                  |                                                                                                 |                                             |

Ve farnosti se mohou nacházet i další drobné sakrální stavby, místa římskokatolického kultu a pamětihodnosti, které neobsahuje tato tabulka.

## Galerie sakrálních pamětihodností ve farnosti

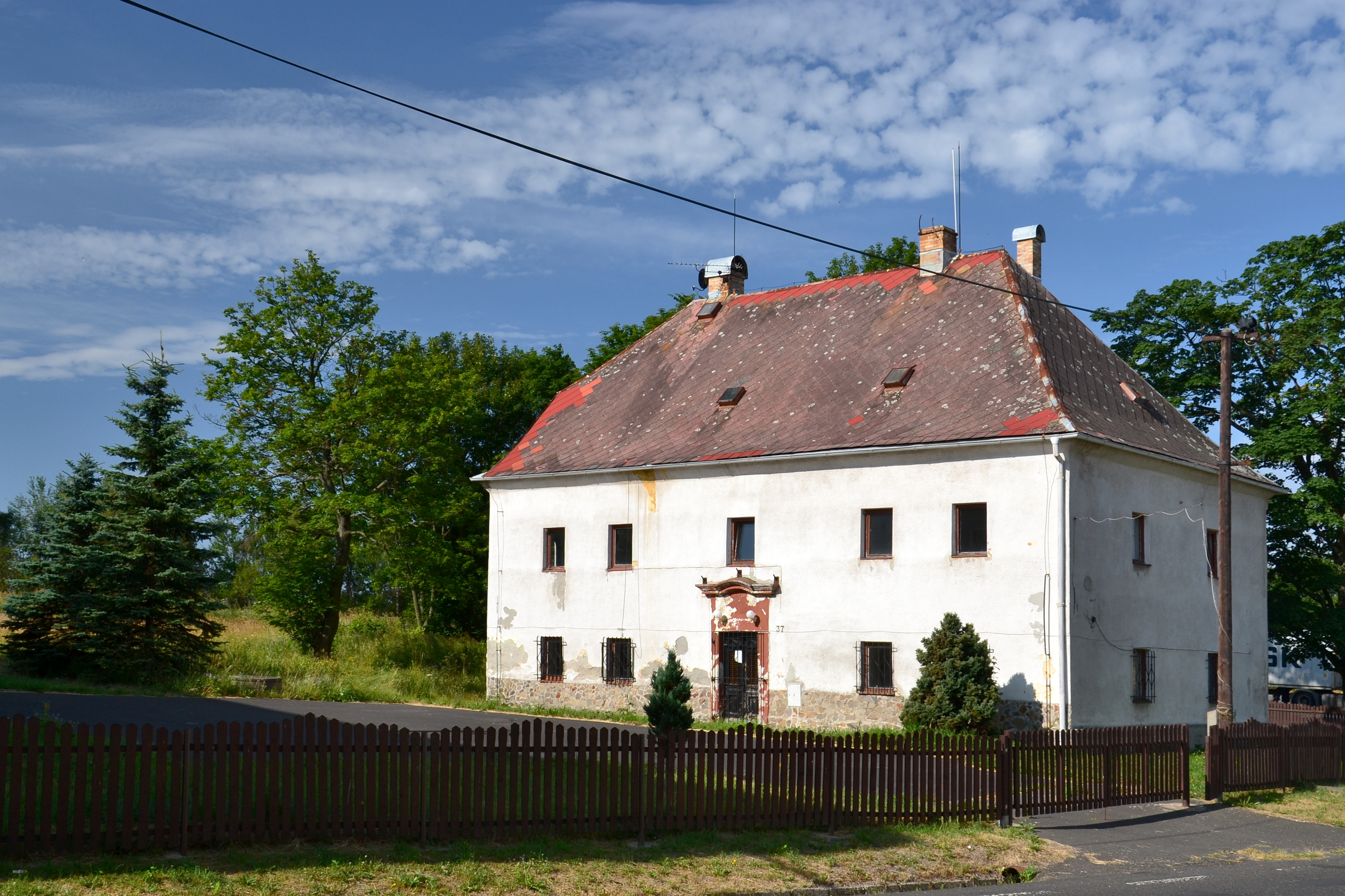
Budova fary v Křimově
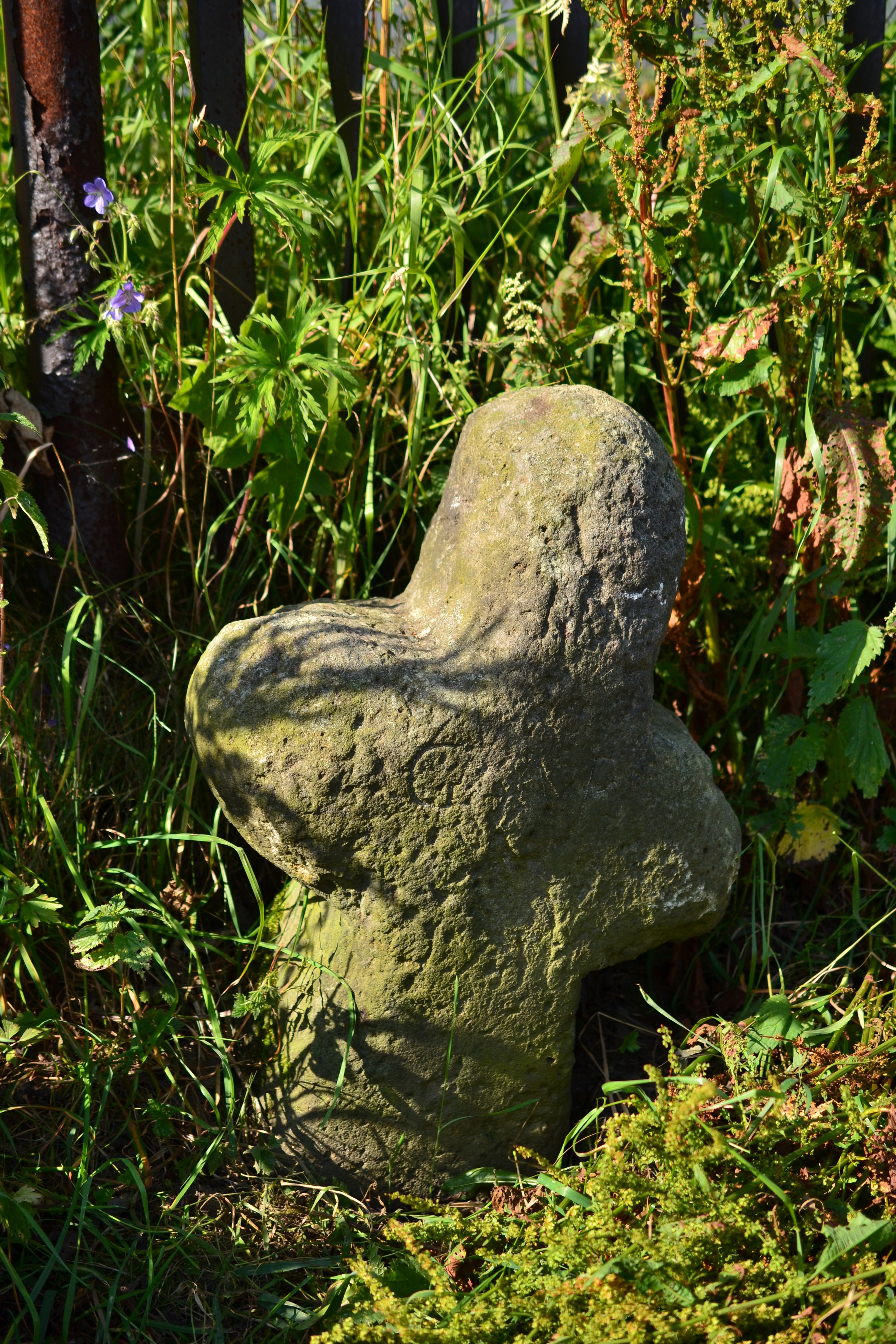
Smírčí kříž v Křimově